# Славейко Василев
Славейко Лазаров Василев е български офицер (полковник) и политик от Демократическия сговор, министър на обществените сгради, пътищата и благоустройството през 1926 – 1930 и 1944 година.

## Биография
Славейко Василев е роден на 20 юни (8 юни стар стил) 1879 година в село Ветрен, Татарпазарджишко. Негов брат е политикът Иван Василев. Завършва Пловдивската мъжка гимназия, а през 1900 година – Военното училище в София, след което служи в кавалерията. През 1912 година завършва и генералщабната академия в Санкт Петербург.
Василев участва в Балканските войни като началник-щаб на Пета пехотна дунавска дивизия. След войните служи в щаба на Девета пехотна плевенска дивизия и преподава във Военното училище и в Кавалерийската школа. По време на Първата световна война последователно е началник на оперативната секция в Трета българска армия, началник-щаб на кавалерийска бригада, началник-щаб на Сборна дивизия и командир на Четвърти конен полк (от 14 април 1917). След войната е командир на Кавалерийската школа и на Двадесет и седми пехотен чепински полк, а за няколко месеца през 1920 година – началник на Военното училище.
Славейко Василев е активен участник във Военния съюз, избран през октомври 1919 година за член на неговото първо Постоянно присъствие. Той е уволнен от армията на 28 ноември 1920 година при опитите на министър-председателя и военен министър Александър Стамболийски да ликвидира съюза.
Василев е един от създателите на Народния сговор през 1922 година. Участва активно в подготовката и извършването на Деветоюнския преврат през 1923 година, като организира ареста на Ал. Стамболийски. След това участва в ръководството на новосъздадената партия Демократически сговор и многократно е избиран за народен представител, но кандидатурата му за министър на железниците е отхвърлена през 1924 г. През 1926 – 1930 година Славейко Василев вече е министър на обществените сгради, пътищата и благоустройството в първото и второто правителство на Андрей Ляпчев.
В периода 1935 – 1944 година Василев е председател на Съюза на запасните офицери и един от организаторите Българския младежки съюз „Отец Паисий“. През лятото на 1944 година отново е министър на обществените сгради, пътищата и благоустройството в правителството на Иван Багрянов.
На 9.9.1944 г. на гара Белово при опит да бъде задържан и след отказ да предаде личното си оръжие на комунистите Славейко Василев се самоубива.
Осъден е посмъртно от т.нар. Народен съд на конфискация на имуществото. С Решение № 243 на Върховния съд от 1996 година присъдата е отменена.

## Военни звания
- Подпоручик (1900)
- Поручик (2 август 1903)
- Капитан (1908)
- Майор (18 май 1913)
- Подполковник (10 октомври 1916)
- Полковник (7 април 1919)

## Награди
- Кавалер на ордена „За храброст“ трета степен, втори клас.[6]

## Книги
- Василев, Славейко, 9-и юний и събитията около Т.-Пазарджик. Из дневника ми. „Борба“. Пловдив, 1924.
- Василев, Славейко, 9 юни и събитията около Т. Пазарджик. Из дневника ми. Съставител Пламен Крайски. Агенция „Европрес“. С., 2005

През 1957 г. книгата му „9-и юний и събитията около Т.-Пазарджик. Из дневника ми.“ (1924) е включена в Списъка на вредната литература.